# Новосёлово (Калининградская область)
Новосёлово — посёлок в Багратионовском районе Калининградской области. Входит в состав Пограничного сельского поселения.

## Население
| 2002 | 2010 |
| ---- | ---- |
| 820  | ↘716 |

## История
Первое упоминание поселения Рёдерсдорф относится к 1412 году.
22 апреля 1469 местоблюститель Тевтонского ордена Генрих Рёйсс фон Плауэн отписал Рёдерсдорф Фридриху фон Беренсфельде (нем. Friedrich von Berenfelde) в качестве компенсации за военную службу во время Тринадцатилетней войны 1454-1456. Дочь Фридриха, Анна, вышла замуж за Георга фон Парк (нем. Georg von Parck), чей род владел Рёдерсдорфом до 1658 года. В 1658 имение перешло канцлеру Георгу Фридриху фон Крейцен (нем. Georg Friedrich von Kreytzen).
В 1768 году Рёдерсдорф достался Фридриху Готфриду фон дер Гребен (нем. Friedrich Gottfried von der Groeben) в чьём владении оставался до 1831. В этот период селение было разделено на Кляйн Рёдерсдорф и Гросс Рёдерсдорф.
Следующим владельцем был Рудольф фон Ауэрсвальд, который продал имение в 1845 году. Впоследствии собственники часто менялись. Последним владельцем, с 1911 по 1945 был Рейнхард Брунк (нем. Reinhard Brunk), который и выстроил существующую по нынешнее время усадьбу.
В 1946 году Гросс Рёдерсдорф был переименован в поселок Новосёлово.